# Gimje
Gimje est une ville de la Corée du Sud, dans la province du Jeolla du Nord.

## Histoire

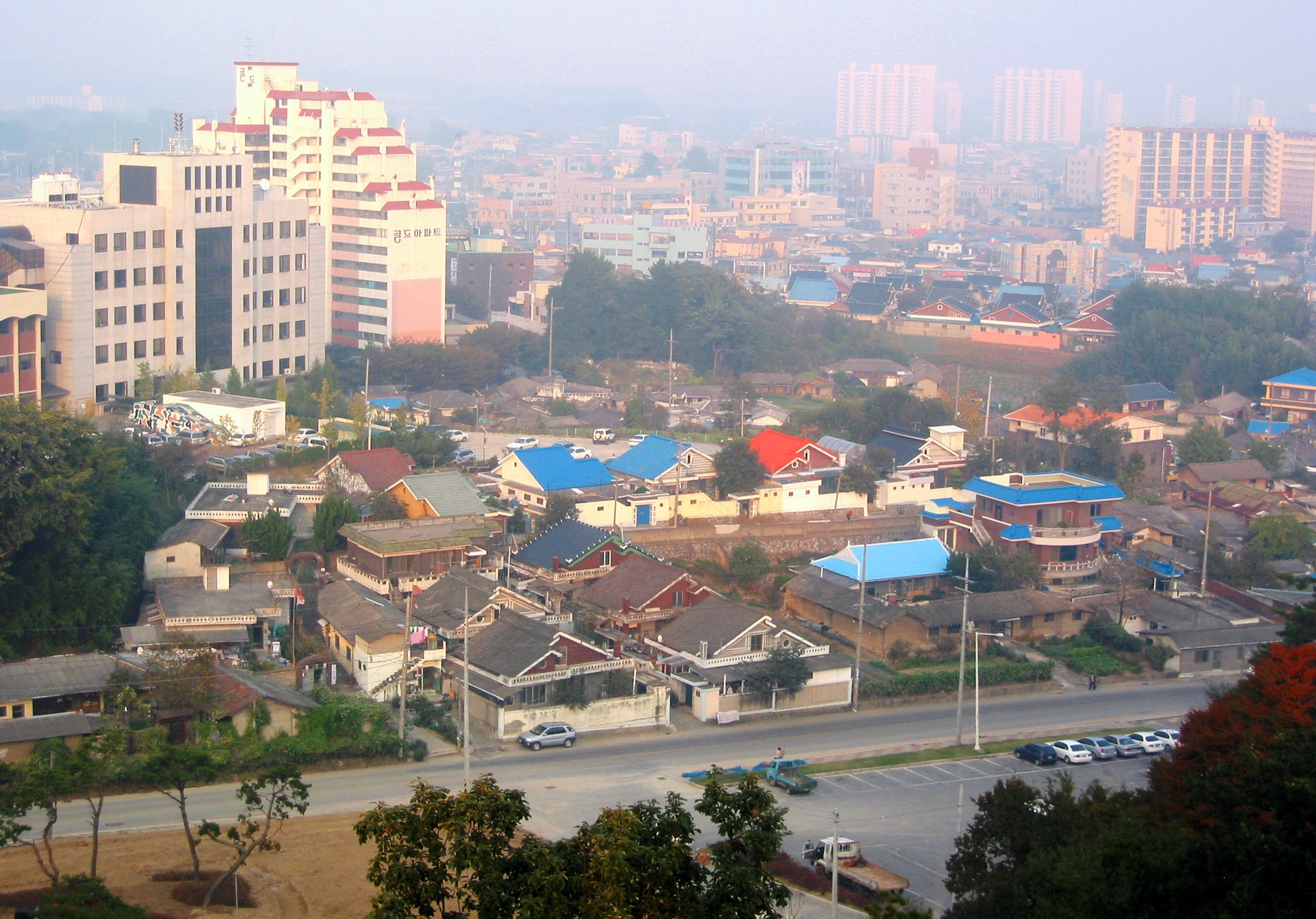
Vue aérienne de Gimje

La région de Gimje est située sur les «grandes plaines» de la Corée et a été cultivée depuis l'Antiquité. Les nations d'époques précoce ont commencé à s'y développer dans les années 2000. Le royaume de Baekje a envahi et a incorporé plusieurs petits états mahan au cours de la 13e année du règne de Roi Onjo. Le royaume de Baekje changea alors son nom en Byeogol, bien que l'année exacte de ce changement ne soit pas claire.
Au cours de la dynastie Joseon, Gimje est mentionnée pour la première fois en 1466 pendant le règne de Sejo de Joseon. Il promeut Gimje comme un comté indépendant. En 1628, Gwanghaegun de Joseon combina et intégra le district voisin (le district de Mangyeong) dans le comté de Gimje.
Le royaume de Baekje fut détruit par les royaumes de Tang et de Silla, le royaume unifié de Silla changeant le nom de la ville en cité de Gimje.
La dynastie Goryeo a promu la ville de Gimje dans le district de Gimje au cours de la 21e année du règne du roi Injong.
Le gouvernement de la ville a toujours hautement considéré et favorisé la culture du riz. Du royaume de Baekje au XXIe siècle, Gimje a été l'une des meilleures zones de culture du riz.

## Personnalités
- You In-tak (1958-), champion olympique de lutte libre en 1984.

## Jumelages
- Donghae (Corée du Sud)
- Gumi (Corée du Sud)
- Nantong (Chine)
- Kikuchi (Japon)